# Сиди и Хунцунь
Сиди и Хунцунь — два старинных села в китайской провинции Аньхой, которые лучше других сохранили традиционную планировку и деревянную застройку эпох династий Мин и Цин. Являются памятником Всемирного наследия ЮНЕСКО (с 2000 г.)
Особенный интерес представляет связь селитьбы с окружающими водоёмами и продуманная до мелочей система мелиорации. Деревенские жители занимались не только сельским хозяйством, но и торговлей, благодаря чему оба поселения считались зажиточными. В настоящее время используются в качестве декорации при съёмках фильмов на сюжеты из китайской истории (в частности, «Крадущийся тигр, затаившийся дракон»).